# A Yank at Oxford
A Yank at Oxford is een Britse film uit 1938 onder regie van Jack Conway. Destijds werd hij in het Nederlands uitgebracht als Een branie in Oxford.

## Verhaal
De verwaande en onstuimige atleet Lee Sheridan komt uit de Verenigde Staten en arriveert in Engeland, waar hij een studiebeurs aan de Universiteit van Oxford heeft gekregen. Eenmaal onderweg in de trein schept hij tegen al zijn medestudenten op over zijn atletische triomfen. Dit zorgt voor irritatie bij Paul Beaumont, Wavertree en Ramsey, die besluiten hem in de maling te nemen door hem bij het verkeerde perron te laten uitstappen. Als hij na veel vertragingen aankomt op de campus, wordt hij allesbehalve hartelijk ontvangen.
Toch weet hij Pauls zus Molly te charmeren. Hij doet het goed op school en wint veel atletiekwedstrijden. Hierdoor wordt hij een rivaal van Paul, die Lee het liefst zo snel mogelijk ziet vertrekken. Lee slaat per ongeluk de decaan, maar Paul krijgt hier de schuld van. Hij beweert dat Lee de dader was, maar verliest daarmee het respect van zijn vrienden. Hoewel hij zich schuldig voelt, laat Lee Paul de schuld krijgen. Hij wordt al snel een van de populairste en meest geliefde studenten van de campus. Hij biedt Paul zelfs een helpende hand om het vertrouwen van iedereen weer terug te winnen, maar Paul wil niets van hem weten.
Op een nacht weet Lee hem toch een gunst te verlenen. Paul heeft al een tijd een affaire met de getrouwde Elsa Craddock en als haar echtgenoot langskomt tijdens haar verblijf bij hem, laat Lee haar zich verstoppen in zijn kamer. Hij neemt dan ook de schuld op zich als haar echtgenoot Tom haar aantreft in zijn kamer. Tom stapt hiermee naar de decaan, waarna Lee wordt verwijderd van de universiteit. Hij is teleurgesteld dat hij Engeland moet verlaten, maar voelt zich gelukkig als hij ziet dat alle studenten een eerbetoon hebben gemaakt voor zijn vertrek.
Op dat moment arriveert zijn vader Dan in Engeland, die naar Oxford is gekomen om zijn grote wedstrijd te zien. Hij merkt hoeveel Lee van Molly houdt en gelooft niet dat hij een affaire kon hebben met een andere vrouw. Met de hulp van Elsa, Molly en Wavertree zorgt hij ervoor dat zijn zoon weer wordt toegelaten tot Oxford. Elsa vertelt de decaan dat ze werkelijk een affaire had met Wavertree, die al een tijd Oxford wilde verlaten om zijn rijke oom te zien. Paul en Lee leggen vervolgens hun ruzie bij en winnen de grote wedstrijd.

## Rolverdeling
| Acteur              | Personage            |
| ------------------- | -------------------- |
| Robert Taylor       | Lee Sheridan         |
| Lionel Barrymore    | Dan Sheridan         |
| Maureen O'Sullivan  | Molly Beaumont       |
| Vivien Leigh        | Elsa Craddock        |
| Edmund Gwenn        | Decaan van Cardinal  |
| Griffith Jones      | Paul Beaumont        |
| C.V. France         | Dean Snodgrass       |
| Edward Rigby        | Scatters             |
| Morton Selten       | Cecil Davidson, Esq. |
| Claude Gillingwater | Ben Dalton           |
| Tully Marshall      | Cephas               |
| Walter Kingsford    | Dean Williams        |
| Robert Coote        | Wavertree            |
| Peter Croft         | Ramsey               |
| Noel Howlett        | Tom Craddock         |

## Achtergrond
Dit was de eerste film van Metro-Goldwyn-Mayer die werd opgenomen in Engeland. Het script zorgde voor moeite en daarom duurde het ook veel langer dan gedacht voordat men gereed was voor het begin van de opnames. Hoewel studiohoofd Louis B. Mayer weinig potentie in haar zag, wilde producent Michael Balcon graag de Engelse Vivien Leigh voor de rol van Elsa Craddock. Mayer en Balcon kregen daarom regelmatig ruzie op de set, waardoor Balcon na het uitbrengen van de film ontslag nam. Leigh was zelf ook niet tevreden met de selectie van de acteurs, omdat ze hiermee de kans misliep naast Laurence Olivier te spelen in The Divorce of Lady X (1938). Daarnaast kon ze niet goed overweg met Balcon en had ze een hekel aan haar personage. Ze was tijdens de opnames dan ook zeer ongeduldig, omdat ze er het liefst zo snel mogelijk klaar mee wilde zijn.
Desondanks verliep haar samenwerking met tegenspeler Robert Taylor zeer succesvol. De acteur sprak zeer lovend over 'het Engelse meisje'. Voor Taylor had de film veel impact. Mayer wilde zijn imago van romanticus veranderen naar een stoere jongeman en probeerde dat met A Yank at Oxford te bereiken. De film werd na verschijnen een enorm succes in zowel de Verenigde Staten als Engeland. Vooral in Engeland bleek hij zeer succesvol te zijn en bracht meer op dan de hoogstaande film Goodbye, Mr. Chips (1939). Taylor kreeg hierna meer respect van de pers en het publiek. In Nederland mocht de film enkel uitgebracht worden indien alle verwijzingen naar Elsa's affaire uit de film verwijderd werden. In de Nederlandse versie wordt dus nergens gesuggereerd dat Elsa getrouwd is.
Wegens het succes maakte het komisch duo Laurel en Hardy in 1940 de parodiefilm A Chump at Oxford. In 1942 werd het vervolg A Yank at Eton uitgebracht, met Mickey Rooney in de hoofdrol. In 1984 kwam er een remake genaamd Oxford Blues. Hierin vertolkten de tieneridolen Rob Lowe en Ally Sheedy de hoofdrollen.